# Vromans Molentje
Het Vromans Molentje is een maalvaardig schaalmodel van een staakmolen gelegen in Elingen in de Belgische gemeente Pepingen. De molen werd in 1980 gebouwd in opdracht van molendeskundige Stefaan Vroman.

## Over de molen
De molen is een schaalmodel uit de jaren 1980. Het model werd gebouwd door molenbouwers Peel in opdracht van Stefaan Vroman, die aan de basis ligt voor meerdere maalvaardige schaalmodellen die onder andere in het MoLa bewaard worden.
De molen heeft metalen roeden met een vlucht van 10 meter en kan zowel manueel als via een kruihaspel gericht worden.

### Ontsluiting van de molen
De locatie is een halte op de Molenfietsroute Pepingen. Deze wandel-/fietsroute is een onderdeel van de Molenbox, ontwikkeld door de Erfgoedcel Pajottenland Zennevallei in 2009. In 2023 werd de molen door de gemeente Pepingen ontsloten via een QR-code.